# San Bernardo de Vértiz
San Bernardo de Vértiz fue una reducción de aborígenes tobas que funcionó entre 1780 y 1793 en la margen derecha del río Bermejo, en lo que luego sería la Provincia del Chaco en la República Argentina. Siguió la misma suerte que la reducción de La Cangayé, fundada pocos días antes 15 leguas al sureste. Trasladada hacia la costa occidental del Río Paraguay al norte de Resistencia, no existía ya hacia 1801.

## Paz de La Cangayé
El gobernador del Tucumán, Gerónimo Luis de Matorras, viajó en 1774 por la costa del río Bermejo para encontrarse con el cacique Paykín. El 20 de julio se encontraron en el paraje conocido como La Cangayé (que en idioma qom significa laguna que traga la gente), donde acordaron un acuerdo de paz.
Paykín aceptó convertirse al catolicismo y Matorras le entregó un bastón de mando con puño de oro "en nombre del Monarca de las Españas", nombrándolo "Primer Caporal del Chaco", cacique perpetuo de todos los indígenas que respondieran a su mando y acordó mediar en el conflicto que los aliados tobas y mocovíes tenían por la posesión de caballos cimarrones con los abipones de la costa del Paraná al mando del cacique Ychoalay (conocido también como Benavides). El 29 de julio de 1774 se firmó el tratado de paz de once artículo entre el gobernador Matorras y los caciques mocovíes Paykín, Lachirikín, Coglokoikín, Alogocoikín, Quiaagarí y los tobas Quiyquiyrí y Quitaidí, quienes regían a unos 7000 indígenas. La Corona de España por intermedio de Matorras reconocía a los indígenas firmantes el señorío sobre los territorios que ocupaban, el derecho de ser libres y de no ser sometidos a esclavitud ni a encomienda. Matorras se comprometía a entregarles de ganado, semillas y herramientas.

## Fundación de la reducción
Si bien dos años después fallecieron los protagonistas del acuerdo, Matorras el 16 de octubre de 1775 y Paikín en 1776 en lucha contra los abipones, la labor pacifista continuó. En abril de 1776 Lapa viajó a Salta con una embajada encabezada por el cacique toba Quetaidí, en busca de llevar adelante los acuerdos establecidos en La Cangayé y comunicar la muerte de Paikín. Luego Lapa acompañó a Quetaidí de regreso al Chaco, partiendo el 25 de mayo de 1776 desde la Reducción de Macapillo y arribando a La Cangayé el 11 de junio. Allí Lapa entregó al cacique Queyaverí el bastón de mando que había sido devuelto por la viuda de Paikín, reconociéndolo como "General de todos los demás caciques".
El rey Carlos III mediante una Real Cédula del 6 de septiembre de 1777, aprobó el Tratado celebrado entre Matorras y Paykín y ordenó su cumplimiento, por lo que el virrey del Río de la Plata Pedro de Cevallos dictó el decreto del 3 de junio de 1778 para llevar adelante la fundación de las reducciones.
Los sacerdotes Antonio Lapa y José Bernardo Sena fueron designados para presidir las dos reducciones a fundarse en los lugares elegidos por los indígenas. El nuevo virrey Vértiz designó al coronel Francisco Gabino Arias para comandar la expedición fundadora y al padre Suárez de Cantillana como Superior de las Reducciones. Sena fue enviado a comunicar a los indígenas la próxima partida de la expedición, pero murió probablemente de sed durante el viaje.
La expedición llegó a La Cangayé el 6 de agosto y cuatro días después comenzaron los trabajos, que concluyeron el 23 de septiembre, llamándose a la reducción como Nuestra Señora de los Dolores y Santiago de Mocoví. Una vez fundada La Cangayé, Árias se dirigió a unas 15 leguas al noroeste y fundó para los tobas San Bernardo de Vértiz cerca de la laguna Las Perlas el 20 de enero de 1781, quedando el padre Francisco Morillo como su doctrinero, quien había llegado el 1 de diciembre siguiendo el Bermejo. El 31 de enero Árias nombró a Quetaydí por 5 años como teniente gobernador de ambos pueblos.
Los naturales llegaron por su propia cuenta, atraídos por la comida y vestimenta que ofrecían los religiosos. En 1784 la reducción contaba con 1.070 tobas reducidos. Sin embargo, pronto comenzaría la declinación de la reducción. Dos factores fueron decisivos para su desaparición: la escasez de recursos, que imposibilitó el cumplimiento de las promesas hechas a los indígenas y la continua sucesión de sacerdotes al frente de la misión. El abandono del padre Cantillana por un traslado como deán a Córdoba en 1791, fue fatal para el destino de las dos reducciones. Los curas que quedaron Villanueva y Bordón pretendieron trasladarlas a la costa del río Paraguay, pese a las quejas presentadas por el Cabildo de Corrientes y los propios caciques, las llevaron frente a Curupaití. En 1793 la reducción fue definitivamente abandonada, y los indígenas reducidos volvieron a su estilo de vida anterior, con lo cual se terminó la temporada de paz que marcó su existencia. En enero de 1794 el virrey ordenó el regreso de las reducciones a sus lugares originales, pero no se efectuó, permaneciendo sobre el río Paraguay hasta desaparecer completamente hacia 1801.

## Ruinas
Durante la Conquista del Chaco argentino en 1884, las ruinas de la reducción fueron redescubiertas por un destacamento comandado por Francisco Host, de la expedición del general Victorica, a unos 116 km aguas arriba de la confluencia del Teuco  con el Bermejo.
En 1943 un decreto del P.E.N.  declaró a las ruinas de San Bernardo de Vértiz y de La Cangayé, como Lugares Históricos Nacionales.
El 21 de octubre de 1996 las ruinas volvieron a ser encontradas en un paraje cercano a Miraflores  y Pozo La Gringa.